# Roya Sadat
Roya Sadat, née en 1981 à Hérat en Afghanistan, est une réalisatrice et productrice du cinéma afghan. Elle est la première femme réalisatrice de l'histoire du cinéma de son pays et de l'ère post-talibans et s'est lancée dans la production de longs métrages et de documentaires sur le thème de l'injustice et des restrictions imposées aux femmes. Après la chute du régime taliban dans son pays, elle a fait son premier long métrage, Three Dots,. Grâce à ce film elle remporte six des neuf récompenses d'un festival afghan dont ceux du meilleur réalisateur et du meilleur film. En 2003, elle et sa sœur Alka Sadat, fondent la Roya Film House et réalisent plus de 30 documentaires et longs métrages,.
Elle reçoit, le 23 mars 2018, le prix international de la femme de courage, remis par Melania Trump, première dame des États-Unis.

## Filmographie
Sauf indication contraire, les informations mentionnées dans cette section peuvent être confirmées par la base de données cinématographiques IMDb,  présente dans la section « Liens externes ».
- 2003 : Se noghta
- 2008 : Playing the Taar (court métrage)
- 2017 : A Letter to the President (en) (Namai ba rahis gomhor)